# NGC 2337
NGC 2337 (другие обозначения — UGC 3711, MCG 7-15-10, ZWG 205.23, KUG 0706+445, IRAS07066+4432, PGC 20298) — карликовая неправильная галактика в созвездии Рыси. Открыта Эдуардом Стефаном в 1877 году.
Галактика удалена на 25 миллионов световых лет (6.31 Mpc, ±20 %) от Земли и сравнительно недавно испытала вспышку звездообразования. Гравитационно связана с галактикой UGC 3698, и, вероятно, эта пара галактик имеет общее гало. Взаимодействием с соседней галактикой объясняют и наличие областей с активным звездообразованием и молодыми яркими голубыми звездами.
Этот объект входит в число перечисленных в оригинальной редакции «Нового общего каталога».